# Fernanda Romero

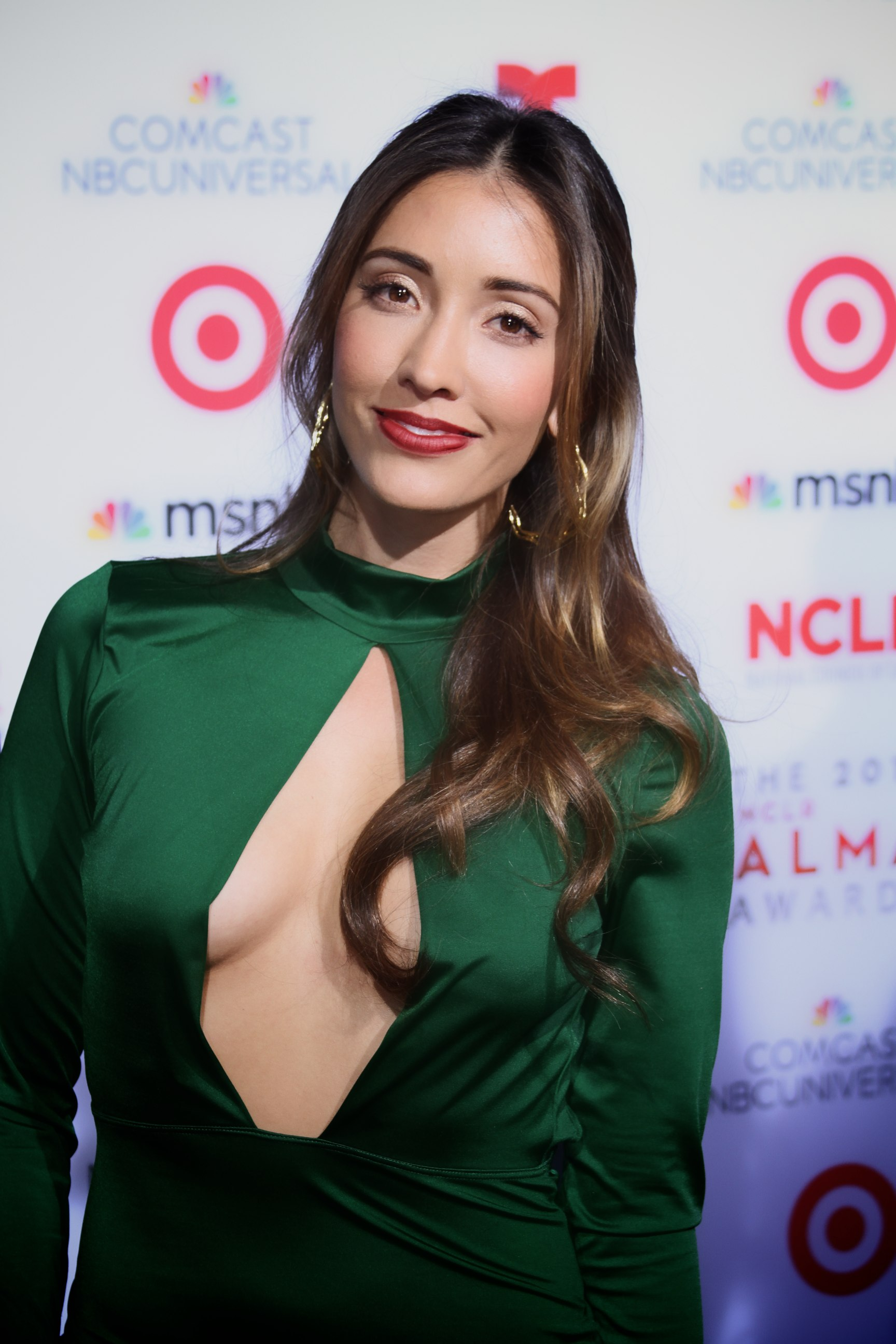
Fernanda Romero

Maria Fernanda Romero Martinez (* 1983 in Mexiko-Stadt) ist eine mexikanische Schauspielerin und Sängerin.

## Leben und Leistungen
Romero schloss sich als Teenager der Musikgruppe Frizzby an, mit der sie gemeinsam zwei Singles veröffentlichte und auf Tournees in einigen Ländern Zentralamerikas war. Sie trat im Fernsehen auf, zog nach Los Angeles und studierte dort Modedesign. Romero war außerdem in der Werbung zu sehen und nahm Schauspielunterricht. Im Actionfilm Pit Fighter (2005) spielte sie eine kleine Nebenrolle. In der Komödie Carts (2007), die mit dem 10 Degrees Hotter Award des Valley Film Festivals prämiert wurde, war sie in einer größeren Rolle zu sehen. Im Thriller The Eye (2008) spielte sie die Rolle von einem Mädchen, nach dessen Selbstmord die Musikerin Sydney Wells (Jessica Alba) dessen Hornhaut transplantiert bekommt, worauf diese albtraumhafte Visionen plagen. Im Jahr 2008 ist die Veröffentlichung von vier weiteren Filmen mit Romero geplant, darunter von dem Actionfilm The Red Canvas, in dem sie an der Seite von John Savage und María Conchita Alonso eine größere Rolle spielte.

## Filmografie (Auswahl)
- 2003: El alma herida (Fernsehserie, Episode 1x01)
- 2005: La ley del silencio (Miniserie, Episode 1x01)
- 2005: Pit Fighter
- 2007: Carts
- 2008: The Eye
- 2008: Auf brennender Erde (The Burning Plain)
- 2008: Hacienda Heights (Fernsehserie, 6 Episoden)
- 2009: Ready for Hangover (Ready or Not)
- 2009: Creature of Darkness
- 2009: 2 Dudes and a Dream
- 2010: Tötet Katie Malone (Kill Katie Malone)
- 2010: Once Fallen
- 2011: Without Men
- 2010: Las Angeles
- 2011: RPM Miami (Fernsehserie, 13 Episoden)
- 2012: Fighter's Chance (Fernsehfilm)
- 2013: Ghost Team One
- 2013: Line of Duty
- 2013: 3 Geezers!
- 2013: Coyote
- 2013: Pendejo
- 2015: Honeyglue
- 2015: 400 Days
- 2015: Blood Fighter – Hölle hinter Gittern (Art of Submission)
- 2016: El Hotel
- 2016: Is That a Gun in Your Pocket?
- 2017: Espionage Tonight
- 2018: Corbin Nash
- 2018: ¡He matado a mi marido!
- 2018 Blood Stains (Kurzfilm)
- 2019: Possession Diaries
- 2019: Witchin' (Kurzfilm)
- 2020: Heavenquest – A Pilgrim's Progress
- 2021: Single Mother by Choice
- 2022: Undone (Fernsehserie, Episode 2x04 Reflections)
- 2022: Wolf Mountain
- 2024: Karma – Death at Latigo Springs
- 2024: Final Wager
- 2024: The Containment